# تپه قلعه اینچه ۱
تپه قلعه اینچه ۱ مربوط به دوره اشکانیان - دوره ساسانیان است و در شهرستان ماهنشان، بخش مرکزی، دهستان قزل گچیلو، ۳ کیلومتری جنوب غرب روستای اینچه سعید نظام واقع شده و این اثر در تاریخ ۲۷ بهمن ۱۳۸۷ با شمارهٔ ثبت ۲۴۵۷۴ به‌عنوان یکی از آثار ملی ایران به ثبت رسیده است.